# Bộ trưởng Bộ Khoa học và Công nghệ (Việt Nam)
Bộ trưởng Bộ Khoa học và Công nghệ Việt Nam là người đứng đầu Bộ Khoa học và Công nghệ Việt Nam. Bộ trưởng hiện tại là Nguyễn Mạnh Hùng

## Nhiệm vụ
Căn cứ Khoản 1 Điều 2 Quyết định 1338/QĐ-BKHCN năm 2016 quy định nhiệm vụ của đồng chí Bộ trưởng Bộ Khoa học và Công nghệ như sau:
- Lãnh đạo, quản lý, chỉ đạo, điều hành mọi mặt hoạt động của Bộ và của ngành khoa học và công nghệ theo chức năng, nhiệm vụ, quyền hạn của Bộ; những công việc thuộc thẩm quyền, trách nhiệm của Bộ và Bộ trưởng được quy định trong Luật Tổ chức Chính phủ, Quy chế làm việc của Chính phủ và các văn bản quy phạm pháp luật khác có liên quan.

- Trực tiếp chỉ đạo các lĩnh vực công tác sau:
  - Công tác xây dựng văn bản quy phạm pháp luật và tổ chức thực hiện chiến lược, quy hoạch, kế hoạch phát triển ngành khoa học và công nghệ;
  - Chỉ đạo hoạt động của Khu công nghệ cao Hòa Lạc;
  - Công tác tổ chức cán bộ;
  - Công tác kế hoạch và tài chính;
  - Công tác pháp chế, cải cách hành chính;
  - Công tác thi đua, khen thưởng và truyền thông;
  - Công tác thanh tra;
  - Công tác xây dựng Đảng, quan hệ phối hợp với Trung ương Đảng, Quốc hội, Chính phủ, Ban cán sự đảng các Bộ, ngành Trung ương, địa phương và các tổ chức chính trị - xã hội.

- Phụ trách các đơn vị:
  - Văn phòng Bộ;
  - Vụ Tổ chức cán bộ;
  - Vụ Kế hoạch - Tổng hợp;
  - Vụ Tài chính;
  - Vụ Pháp chế;
  - Vụ Thi đua - Khen thưởng;
  - Thanh tra Bộ;
  - Viện Chiến lược và Chính sách khoa học và công nghệ;
  - Văn phòng các Chương trình khoa học và công nghệ quốc gia;
  - Văn phòng các Chương trình khoa học và công nghệ trọng điểm cấp nhà nước;
  - Văn phòng Ủy ban Vũ trụ Việt Nam;
  - Trung tâm Nghiên cứu và Phát triển truyền thông khoa học và công nghệ.

- Tham gia các Ban Chỉ đạo, Hội đồng, Ủy ban theo sự phân công của Chính phủ, Thủ tướng Chính phủ; tham gia một số Hội đồng, Ban Chỉ đạo của các Bộ, ngành.

## Lịch sử
Bộ Khoa học và Công nghệ Việt Nam đã thay đổi tên gọi qua các thời kỳ: Ủy ban Khoa học Nhà nước (1959–1965, 1990–1992), Ủy ban Khoa học và Kỹ thuật Nhà nước (1965–1990), Bộ Khoa học, Công nghệ và Môi trường (1992–2002), và hiện nay là Bộ Khoa học và Công nghệ (từ 2002).

## Danh sách
| STT                                                       | Bộ trưởng Bộ Y tế                    | Bộ trưởng Bộ Y tế                        | Nhiệm kỳ                             | Nhiệm kỳ                             | Thời gian tại nhiệm                  | Chức vụ                                              | Ghi chú |
| STT                                                       | Bộ trưởng Bộ Y tế                    | Bộ trưởng Bộ Y tế                        | Bắt đầu                              | Kết thúc                             | Thời gian tại nhiệm                  | Chức vụ                                              | Ghi chú |
| Ủy ban Khoa học Nhà nước (1958–1965)                      | Ủy ban Khoa học Nhà nước (1958–1965) | Ủy ban Khoa học Nhà nước (1958–1965)     | Ủy ban Khoa học Nhà nước (1958–1965) | Ủy ban Khoa học Nhà nước (1958–1965) | Ủy ban Khoa học Nhà nước (1958–1965) | Ủy ban Khoa học Nhà nước (1958–1965)                 | Ủy ban Khoa học Nhà nước (1958–1965)                                                                               |
| --------------------------------------------------------- | ------------------------------------ | ---------------------------------------- | ------------------------------------ | ------------------------------------ | ------------------------------------ | ---------------------------------------------------- | --- |
| 1                                                         |                                      | Trường Chinh (1907–1988)                 | 14 tháng 12 năm 1958                 | 15 tháng 7 năm 1960                  | 1 năm, 214 ngày                      | - Phó Thủ tướng - Chủ nhiệm Ủy ban Khoa học Nhà nước | |
| 2                                                         |                                      | Đại tướng Võ Nguyên Giáp (1911–2013)     | 15 tháng 7 năm 1960                  | 7 tháng 1 năm 1963                   | 2 năm, 176 ngày                      | - Phó Thủ tướng - Chủ nhiệm Ủy ban Khoa học Nhà nước | |
| 3                                                         |                                      | Nguyễn Duy Trinh (1910–1985)             | 7 tháng 1 năm 1963                   | 11 tháng 10 năm 1965                 | 2 năm, 277 ngày                      | - Phó Thủ tướng - Chủ nhiệm Ủy ban Khoa học Nhà nước | |
| Chủ nhiệm Ủy ban Khoa học - Kỹ thuật Nhà nước (1965–1992) |                                      |                                          |                                      |                                      |                                      |                                                      | |
| 4                                                         |                                      | GS. Viện sĩ Trần Đại Nghĩa (1913–1997)   | 11 tháng 10 năm 1965                 | 28 tháng 2 năm 1977                  | 11 năm, 140 ngày                     | Chủ nhiệm Ủy ban Khoa học - Kỹ thuật Nhà nước        | |
| 5                                                         |                                      | Trần Quỳnh (1920–2005)                   | 28 tháng 2 năm 1977                  | 7 tháng 2 năm 1980                   | 2 năm, 344 ngày                      | Chủ nhiệm Ủy ban Khoa học - Kỹ thuật Nhà nước        | |
| -                                                         |                                      | Lê Khắc (1916–1990)                      | 7 tháng 2 năm 1980                   | 4 tháng 7 năm 1981                   | 1 năm, 147 ngày                      | Chủ nhiệm Ủy ban Khoa học - Kỹ thuật Nhà nước        | |
| 6                                                         | 4 tháng 7 năm 1981                   | Lê Khắc (1916–1990)                      | 23 tháng 4 năm 1982                  | 293 ngày                             |                                      | Chủ nhiệm Ủy ban Khoa học - Kỹ thuật Nhà nước        | |
| 7                                                         |                                      | GS. Viện sĩ Đặng Hữu (Sinh 1930)         | 23 tháng 4 năm 1982                  | 12 tháng 3 năm 1990                  | 7 năm, 323 ngày                      | Chủ nhiệm Ủy ban Khoa học - Kỹ thuật Nhà nước        | |
| Ủy ban Khoa học Nhà nước (1990–1992)                      |                                      |                                          |                                      |                                      |                                      |                                                      | |
| (7)                                                       |                                      | GS. Viện sĩ Đặng Hữu (Sinh 1930)         | 12 tháng 3 năm 1990                  | 12 tháng 10 năm 1992                 | 2 năm, 214 ngày                      | Chủ nhiệm Ủy ban Khoa học Nhà nước                   | |
| Bộ Khoa học, Công nghệ và Môi trường (1992–2002)          |                                      |                                          |                                      |                                      |                                      |                                                      | |
| (7)                                                       |                                      | GS. Viện sĩ Đặng Hữu (Sinh 1930)         | 12 tháng 10 năm 1992                 | 6 tháng 11 năm 1996                  | 4 năm, 25 ngày                       | Bộ trưởng Bộ Khoa học, Công nghệ và Môi trường       | |
| 8                                                         |                                      | Tiến sĩ Phạm Gia Khiêm (sinh 1944)       | 6 tháng 11 năm 1996                  | 29 tháng 9 năm 1997                  | 327 ngày                             | Bộ trưởng Bộ Khoa học, Công nghệ và Môi trường       | |
| 9                                                         |                                      | Chu Tuấn Nhạ (sinh 1939)                 | 29 tháng 9 năm 1997                  | 8 tháng 8 năm 2002                   | 4 năm, 313 ngày                      | Bộ trưởng Bộ Khoa học, Công nghệ và Môi trường       | |
| Bộ Khoa học và Công nghệ (2002–nay)                       |                                      |                                          |                                      |                                      |                                      |                                                      | |
| 10                                                        |                                      | PGS. Tiến sĩ Hoàng Văn Phong (sinh 1948) | 8 tháng 8 năm 2002                   | 1 tháng 8 năm 2011                   | 8 năm, 358 ngày                      | Bộ trưởng Bộ Khoa học và Công nghệ                   | |
| 11                                                        |                                      | Tiến sĩ Nguyễn Quân (sinh 1955)          | 3 tháng 8 năm 2011                   | 8 tháng 4 năm 2016                   | 4 năm, 249 ngày                      | Bộ trưởng Bộ Khoa học và Công nghệ                   | |
| 12                                                        |                                      | Tiến sĩ Chu Ngọc Anh (sinh 1965)         | 9 tháng 4 năm 2016                   | 12 tháng 11 năm 2020                 | 4 năm, 217 ngày                      | Bộ trưởng Bộ Khoa học và Công nghệ                   | Phó Bí thư Thành ủy Hà Nội kiêm Chủ tịch Ủy ban Nhân dân Thành phố Hà Nội Bị khởi tố, bắt tạm giam ngày 07/06/2022 |
| 13                                                        |                                      | PGS. Tiến sĩ Huỳnh Thành Đạt (sinh 1962) | 12 tháng 11 năm 2020                 | 18 tháng 2 năm 2025                  | 4 năm, 269 ngày                      | Bộ trưởng Bộ Khoa học và Công nghệ                   | |
| 14                                                        |                                      | Thiếu tướng Nguyễn Mạnh Hùng             | 18 tháng 2 năm 2025                  | đương nhiệm                          |                                      | Bộ trưởng Bộ Khoa học và Công nghệ                   | |